# 細田盛継
細田 盛継（ほそだ もりつぐ、1958年（昭和33年）1月 - ）は、日本の実業家。丸紅物流代表取締役社長を経て、ロジパートナーズとの合併にあたり、合併後の丸紅ロジスティクス代表取締役社長を務めた。

## 人物・経歴
1982年一橋大学商学部卒業、丸紅入社。アメリカ合衆国在勤等を経て、2000年物流保険事業部物流事業課長。2002年からESCO代表取締役社長。2008年丸紅物流企画営業部副部長。2009年丸紅物流執行役員。2012年から丸紅物流代表取締役社長を務め、ロジパートナーズとの合併にあたった。2015年に合併後の丸紅ロジスティクス代表取締役社長に就任し、海外展開や、M&Aを進めた。